# قلعة قره جه حصار
قلعة كاراجاهيسار أو قره جه حصار (باللغة التركية : Karacahisar Kalesi) هي قلعة بيزنطية مبنية على هضبة بجوار نهر بورسك، جنوب غرب مدينة اسكي شهير. قلعة كاراجاهيسار، بُنيت على هضبة بإرتفاع 1010 متر فوق مستوى سطح البحر، محاطة بالجدران وتغطي مساحة 60,000 متر مربع.

## التاريخ
كانت حدود دولة سلاجقة الروم في الأناضول قائمة على قلعة كاراجاهيسار. كان تكفورو القلعة يدفع الضرائب إلى دولة السلاجقة مثل غيره من التكافرة البيزنطيين في المنطقة. وهكذا استمر السلام بين بيزنطة والأتراك. عندما جاءت عائلة أرطغرل إلى المنطقة، كان يعيش الروم في كاراجاهيسار، شمال كوتاهيا. انزعج ارطغرل من هؤلاء الروم. طلب أرطغرل من علاء الدين قيقباد الثالث الإذن بالبعثة وقام بها. وأقطعه السلطان بلدة اسكيشهير.
ولد عثمان الأول عام 1258، وتولى سيادة القبيلة عام 1281 بعد وفاة والده. غزا عثمان غازي كولجاهيسار، التي كانت تنتمي إلى البيزنطيين في عام 1284، وكاراجاهيسار في عام 1288، و بيلجيك في عام 1298. استقر الأتراك في المنطقة وأطلق اسم كاراجاشهير عليها. في عام 1299 عين عثمان قاضيا وإماماً. بعد امتلاك قلعة كاراجاهيسار، تقدم عثمان بك في الأراضي البيزنطية ووسع حدود الإمارة. حيث كان غزو قلعة كاراجاهيسار مهما في إرساء أساس الدولة العثمانية.

## بحث آثار
أ. دكتور خليل. بدأت الحفريات الأولى في عام 1999 بقيادة خليل إنالجيك في وقت لاحق من قبل البروفيسور د. واصل مسوحات الأكاديميين العاملين في أقسام علم الآثار وتاريخ الفن والتاريخ في كلية الآداب بجامعة الأناضول تحت إشراف حليم دوغرو.
في 2000-2001 ، أ. دكتور. تم إجراء أعمال التنظيف وتنسيق الحدائق مع فريق عمل تحت إشراف إبرو بارمان. في عام 2002 ، تم الحصول على إذن من وزارة التنقيب والأستاذ د. دكتور. استمرت أعمال التنقيب تحت إشراف إبرو بارمان حتى عام 2005. أ. دكتور. أخذ استراحة بسبب مشاكل الصحية.
تم إجراء الحفريات عام 2009 تحت رئاسة مدير متحف أسكي شهير للآثار دورسون تشاجلار وعضو هيئة تدريس تاريخ الفن بجامعة الأناضول أ.د. دكتور. تم تنفيذ أعمال التنظيف والتنقيب تحت الاستشارة العلمية لـ Erol Altınsapan.
نتيجة للتنظيف والحفريات ، تم العثور على قطع خزفية مزججة وغير مصقولة تنتمي لأنواع مختلفة من الأواني. من المفهوم أن الشظايا التي تم العثور عليها تتكون من أوعية وحافة وأسفل ومقابض وأجزاء من الجسم. بالإضافة إلى ذلك ، تم الحصول على 13 عملة معدنية نتيجة للدراسات.
تم إجراء الحفريات في قلعة كاراكاهيسار بترخيص التنقيب والحفر من وزارة الثقافة والسياحة بتاريخ 27.07.2011 ورقم 157950 وكلية الآداب بجامعة الأناضول قسم تاريخ الفن. دكتور. استمر إرول ألتينسابان في أعمال التنقيب بدعم من وزارة الثقافة.
توقفت الأعمال في 2014 بإذن من وزارة الثقافة والسياحة ، كلية الآداب بجامعة الأناضول ، قسم تاريخ الفن ، د. بدأت مرة أخرى في عام 2019 بتنسيق من حسن يلمازياسار.
تم العثور على عينات خزفية مزججة وغير مزججة واكتشافات معدنية في الحفريات التي أجريت حتى الآن. تم العثور على 7 عملات معدنية ، 4 حلقات ، 4 رؤوس سهام ، 3 دراهم ، 1 مشبك حزام ، 1 إناء خزفي من الفترة البيزنطية ، 1 نرد عظمي و 2 أواني خزفية ذات أشكال حيوانات.